# 伊利里亞運動
伊利里亞運動（克罗地亚语）為1830-40年代的整合民族運動，該運動主張统一南部斯拉夫民族。發起人為克罗地亚族作家柳代维特·加伊。